# Réaction quantitative
 (signalé en juillet 2025).
Si vous disposez d'ouvrages ou d'articles de référence ou si vous connaissez des sites web de qualité traitant du thème abordé ici, merci de compléter l'article en donnant les références utiles à sa vérifiabilité et en les liant à la section « Notes et références ».
- Archive Wikiwix
- Bing
- Cairn
- DuckDuckGo
- E. Universalis
- Gallica
- Google
- G. Books
- G. News
- G. Scholar
- Persée
- Qwant
- (zh) Baidu
- (ru) Yandex
- (wd) trouver des œuvres sur Wikidata

En chimie, une réaction quantitative ou réaction totale est une réaction chimique de constante d'équilibre très grande devant {\displaystyle 1}, ce qui revient à dire qu'à l'équilibre chimique, les produits sont en concentrations importantes devant celles des réactifs :
La notion de réaction quantitative s'oppose à celle d'une réaction équilibrée.

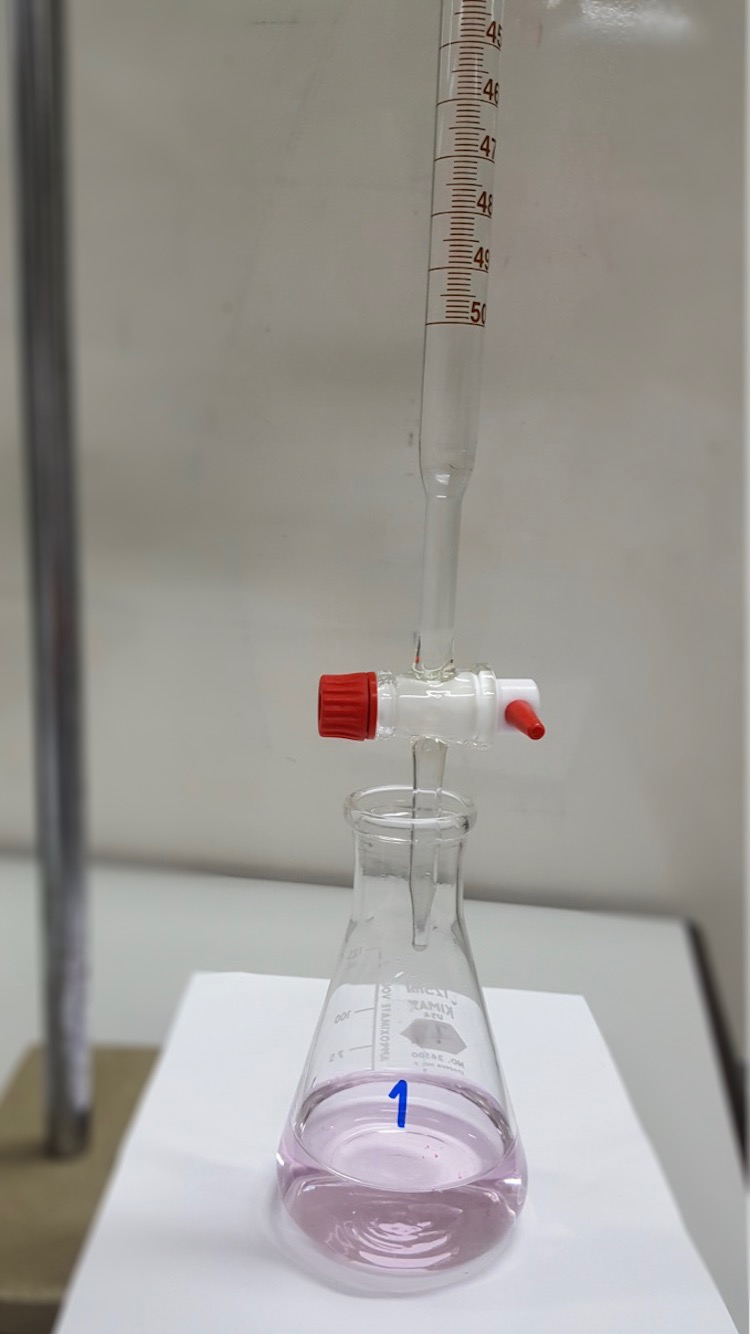
Une réaction de titrage est quantitative.

## Équation de réaction
On note l'équation de réaction d'une réaction quantitative par une flèche simple, par opposition à la double flèche d'un réaction équilibrée. En notant {\displaystyle A_{i}} les réactifs et {\displaystyle B_{i}} les produits, {\displaystyle \eta _{i}} et {\displaystyle \mu _{i}} respectivement leurs coefficients stœchiométriques, on note la réaction : 

## Dépendances
La constante d'équilibre d'une réaction ne dépend que de la température. Le caractère quantitatif d'une réaction chimique ne dépend donc que de la température.

## Équilibre microscopique
La notion de réaction quantitative est une notion arbitraire, puisque selon le principe de microréversibilité toute réaction chimique entre composés en solution est réversible sur le plan microscopique. Les réactifs d'une réaction quantitative sont donc toujours présents en solution, même si leurs concentrations sont infimes. Sur le plan microscopique, rien ne distingue une réaction équilibrée d'une réaction totale.

## Exemples
La  dissociation dans l'eau d'un acide fort est quantitative.